# Deepwater
Deepwater és una població dels Estats Units a l'estat de Missouri. Segons el cens del 2000 tenia 507 habitants.

## Demografia
Segons el cens del 2000, Deepwater tenia 507 habitants, 212 habitatges, i 143 famílies. La densitat de població era de 230,3 habitants per km².
Dels 212 habitatges en un 25% hi vivien nens de menys de 18 anys, en un 49,5% hi vivien parelles casades, en un 12,7% dones solteres, i en un 32,1% no eren unitats familiars. En el 27,4% dels habitatges hi vivien persones soles el 13,7% de les quals corresponia a persones de 65 anys o més que vivien soles. El nombre mitjà de persones vivint en cada habitatge era de 2,39 i el nombre mitjà de persones que vivien en cada família era de 2,79.
Per edats la població es repartia de la següent manera: un 24,7% tenia menys de 18 anys, un 7,3% entre 18 i 24, un 25,2% entre 25 i 44, un 24,9% de 45 a 60 i un 17,9% 65 anys o més.
L'edat mediana era de 38 anys. Per cada 100 dones de 18 o més anys hi havia 97,9 homes.
La renda mediana per habitatge era de 24.722 $ i la renda mediana per família de 29.423 $. Els homes tenien una renda mediana de 26.000 $ mentre que les dones 13.875 $. La renda per capita de la població era d'11.721 $. Entorn del 17,1% de les famílies i el 20,9% de la població estaven per davall del llindar de pobresa.

## Poblacions properes
El següent diagrama mostra les poblacions més properes.

## Personatges il·lustres
- Gladys Swarthout (1904 − 1969), actriu de cinema i mezzosoprano.